# Cindy Shi
Cindy Shi (* 25. Juli 1970) ist eine US-amerikanische Badmintonspielerin chinesischer Herkunft. Kevin Han ist ihr Ehemann. Gemeinsam haben sie zwei Kinder.

## Karriere
Cindy Shi wurde 1997 erstmals US-amerikanische Meisterin. Weitere Titelgewinne folgten 1998, 1999 und 2001. 2001 und 2005 nahm sie an den Badminton-Weltmeisterschaften teil. 1998 siegte sie bei den Miami PanAm International, 2003 bei den Boston Open.

## Sportliche Erfolge
| Saison | Veranstaltung              | Disziplin   | Platz | Name                    |
| ------ | -------------------------- | ----------- | ----- | ----------------------- |
| 1997   | USA: Einzelmeisterschaften | Dameneinzel | 1     | Cindy Shi               |
| 1997   | USA: Einzelmeisterschaften | Damendoppel | 1     | Cindy Shi / Yeping Tang |
| 1998   | Miami PanAm International  | Mixed       | 1     | Howard Bach / Cindy Shi |
| 1998   | USA: Einzelmeisterschaften | Damendoppel | 1     | Cindy Shi / Yeping Tang |
| 1999   | USA: Einzelmeisterschaften | Damendoppel | 1     | Cindy Shi / Yeping Tang |
| 2001   | Weltmeisterschaft          | Dameneinzel | 17    | Cindy Shi               |
| 2001   | USA: Einzelmeisterschaften | Damendoppel | 1     | Cindy Shi / Meiluawati  |
| 2003   | Boston Open                | Damendoppel | 1     | Cindy Shi / Eti Tantra  |
| 2005   | Weltmeisterschaft          | Mixed       | 33    | Howard Bach / Cindy Shi |